# Jupiter : Le Destin de l'univers
Pour les articles homonymes, voir Jupiter.
Pour plus de détails, voir Fiche technique et Distribution.
Jupiter : Le Destin de l'univers ou L'Ascension de Jupiter au Québec (Jupiter Ascending) est un film de science-fiction américain écrit, coproduit et réalisé par les Wachowski, sorti en 2015.

## Synopsis
Née en pleine mer, Jupiter Jones est une jeune immigrée russe vivant illégalement à Chicago. Elle enchaîne les coups durs et n'a d'autre perspective que de gagner sa vie en faisant des ménages avec sa mère et sa tante Nino. Alors que pour pouvoir s'offrir une lunette astronomique semblable à celle que possédait son père Maximilian, elle s'apprête à vendre ses ovules sous une fausse identité empruntée à son amie Katherine Dunlevy, elle découvre que les praticiens sont en fait des extraterrestres qui veulent l'éliminer. Elle est sauvée in extremis par Caine Wise, un ancien chasseur militaire interplanétaire génétiquement modifié.
Elle se retrouve ainsi impliquée dans une lutte de pouvoir au sein de la famille Abrasax, la plus puissante dynastie de tout l'Univers et propriétaire de la planète Terre selon les lois universelles. La puissance de la dynastie Abrasax provient de l'élixir Premium Abrasax, un élixir capable de régénérer les cellules et de permettre de vivre durant des millénaires, qui est produit en moissonnant de la biomasse humaine.
Cette maison, dont la souveraine Séraphi Abrasax est morte assassinée, a trois héritiers : Balem, l'aîné — qui a également hérité de la Terre —, Kalique, la cadette, et Titus, le benjamin, qui a aussi engagé Caine Wise. Il s'avère que Jupiter est la récurrence génétique de Séraphi Abrasax, et à ce titre, elle récupère la planète Terre au détriment de Balem ; par conséquent, ce dernier cherche à l'éliminer par tous les moyens et tente de déclencher la moisson de la population terrienne.

## Fiche technique
- Titre original : Jupiter Ascending
- Titre français : Jupiter : Le Destin de l'univers
- Titre québécois : L'Ascension de Jupiter
- Réalisation et scénario : les Wachowski
- Direction artistique : Hugh Bateup
- Décors : Charlie Revai
- Costumes : Kym Barrett
- Photographie : John Toll
- Montage : Alexander Berner
- Musique : Michael Giacchino
- Production : Grant Hill, les Wachowski
- Sociétés de production : Village Roadshow Pictures et Anarchos Productions ; The Aaron Sims Company (coproduction)
- Sociétés de distribution : Warner Bros. (États-Unis), Warner Bros. France (France)
- Budget : 175 000 000 dollars[2]
- Pays d’origine : États-Unis
- Langue originale : anglais
- Format : couleur - SDDS - Datasat - Dolby Digital
- Genre : science-fiction
- Durée : 127 minutes
- Dates de sortie[3] :
  -  Belgique,  France : 4 février 2015
  -  États-Unis,  Québec : 6 février 2015

## Distribution
Sauf indication contraire, les informations mentionnées dans cette section peuvent être confirmées par la base de données cinématographiques IMDb,  présente dans la section « Liens externes ».
- Channing Tatum (VF : Axel Kiener ; VQ : Frédérik Zacharek) : Caine Wise
- Mila Kunis (VF : Marjorie Frantz ; VQ : Émilie Bibeau) : Jupiter Jones
- Sean Bean (VF : François-Éric Gendron ; VQ : Benoît Rousseau) : Stinger Apini
- Eddie Redmayne (VF : Donald Reignoux ; VQ : Éric Bruneau) : Balem Abrasax
- Douglas Booth (VF : Valéry Schatz ; VQ : Jean-Philippe Baril Guérard) : Titus Abrasax
- Tuppence Middleton (VF : Laurence Bréheret) : Kalique Abrasax
- Nikki Amuka-Bird (VF : Catherine Artigala) : Diomika Tsing
- Christina Cole (VF : Ilana Castro ; VQ : Véronique Marchand) : Gemma Chatterjee
- Nicholas A. Newman : Nesh
- Ramon Tikaram : Phylo Percadium
- Ariyon Bakare (VF : Jean-Jacques Moreau) : Greeghan
- Maria Doyle Kennedy (VF : Danièle Douet) : Aleksa
- Frog Stone : tante Nino
- David Ajala (en) (VF : Saïd Amadis) : Ibis
- Bae Doo-na (VF : Geneviève Doang) : Razo
- Gugu Mbatha-Raw (VF : Céline Ronté) : Famulus
- Edward Hogg (VF : Laurent Natrella) : Chicanery Night
- Tim Pigott-Smith (VF : Laurent Montel) : Malidictes
- James D'Arcy (VF : Arnaud Bedouët) : Maximilian Jones, le père de Jupiter Jones
- Kick Gurry (VF : Sébastien Desjours) : Vladie
- Vanessa Kirby (VF : Barbara Kelsch) : Katherine Dunlevy
- Spencer Wilding (VF : Jean-Alain Velardo) : Falque
- Charlotte Beaumont (VF : Anna Mihalcea) : Kiza
- Samuel Barnett (VF : Gabriel Bismuth-Bienaimé) : astro avocat Bob
- Elsa Mollien : une servante
- Claire Benedict (VF : Catherine Artigala) : la bureaucrate d'accueil
- Terry Gilliam (VF : Denis Boileau) : le responsable du bureau des Sceaux et Cachets
- Sharon Coleman : piétonne
- Simon Dutton : Tsalikin

 Source et légende : version française (VF) sur RS Doublage ; version québécoise (VQ) sur Doublage.qc.ca

## Production

### Développement
Ancien agent des Wachowski, le président de Warner Jeff Robinov suggère au duo en 2009 de développer une franchise originale de science-fiction, dans la lignée de Matrix. Les Wachowski acceptent et commencent à développer le projet en 2011, pendant le tournage de Cloud Atlas. S'éloignant du cyberpunk de Matrix, elles choisissent le genre de la space fantasy. L'Odyssée et Le Magicien d'Oz font partie de leurs sources d'inspiration pour l'écriture du scénario, fondé sur l'idée d'une héroïne assistée d'un chien fidèle et qui traverse une série d'épreuves. Jupiter Ascending revisite également les codes du conte de fées. L'univers visuel est influencé par L'Incal de Mœbius et Alejandro Jodorowsky, ainsi que par l'œuvre de Terry Gilliam qui fait une apparition dans le film.
C'est le premier film en 3D des Wachowski, converti en post-production.

### Tournage
Le tournage principal débute aux Warner Bros. Studios Leavesden, près de Watford en Angleterre, le 2 avril 2013 et se poursuit jusqu'en juin. L'équipe se rend ensuite à Chicago pour la fin du tournage.

## Accueil

### Accueil critique
Jupiter : Le Destin de l'univers reçoit en majorité des critiques négatives. L'agrégateur Rotten Tomatoes rapporte que seulement 22 % des 173 critiques ont donné un avis positif sur le film, avec une moyenne assez mauvaise de 4,1/10. L'agrégateur Metacritic donne une note équivalente de 40 sur 100, indiquant des « critiques négatives ».
Sur le site d'Allociné, le film obtient des critiques un peu plus enthousiastes. La presse lui donne une moyenne de 3/5 fondée sur 26 critiques presse et les spectateurs lui donnent une moyenne de 2,6/5.

### Box-office
D'abord prévue pour juillet 2014, la sortie est finalement repoussée jusqu'à février 2015, période creuse pour les blockbusters. La raison officielle est que les effets spéciaux ne sont pas encore terminés. En réalité, Warner croit peu au succès du film et ne veut pas subir un nouvel échec après celui de Edge of Tomorrow.
Rapportant à peine l'équivalent de son budget dans le monde, Jupiter : Le Destin de l'univers est un des plus gros échecs au box-office.